# Processus coracoideus
Het ravenbekuitsteeksel (Latijn processus coracoideus) is een dunne haakvormige structuur die bij het schouderblad (lat. scapula) hoort. Het ravenbekuitsteeksel steekt uit, net als het schouderdak (lat. acromion), boven de gewrichtskom van het schouderblad met de bovenarm. Deze twee uitsteeksels stabiliseren het schoudergewricht.

## Aanhechtingen
Aan de processus coracoideus hechten verschillende structuren:
- musculus pectoralis minor - naar de 3e tot en met de 5e rib.
- musculus biceps brachii brevis - naar de tuberositas radii.
- musculus coracobrachialis - naar de mediale humerus.
- ligamentum coracoclaviculare - naar de clavicula. (Het is gevormd door het ligamentum conoideum en het ligamentum trapezoideum.)
- ligamentum coracoacromiale - naar het acromion.

Linker schouderblad. Processus coracoideus in rood.
Animatie. Processus coracoideus in rood.
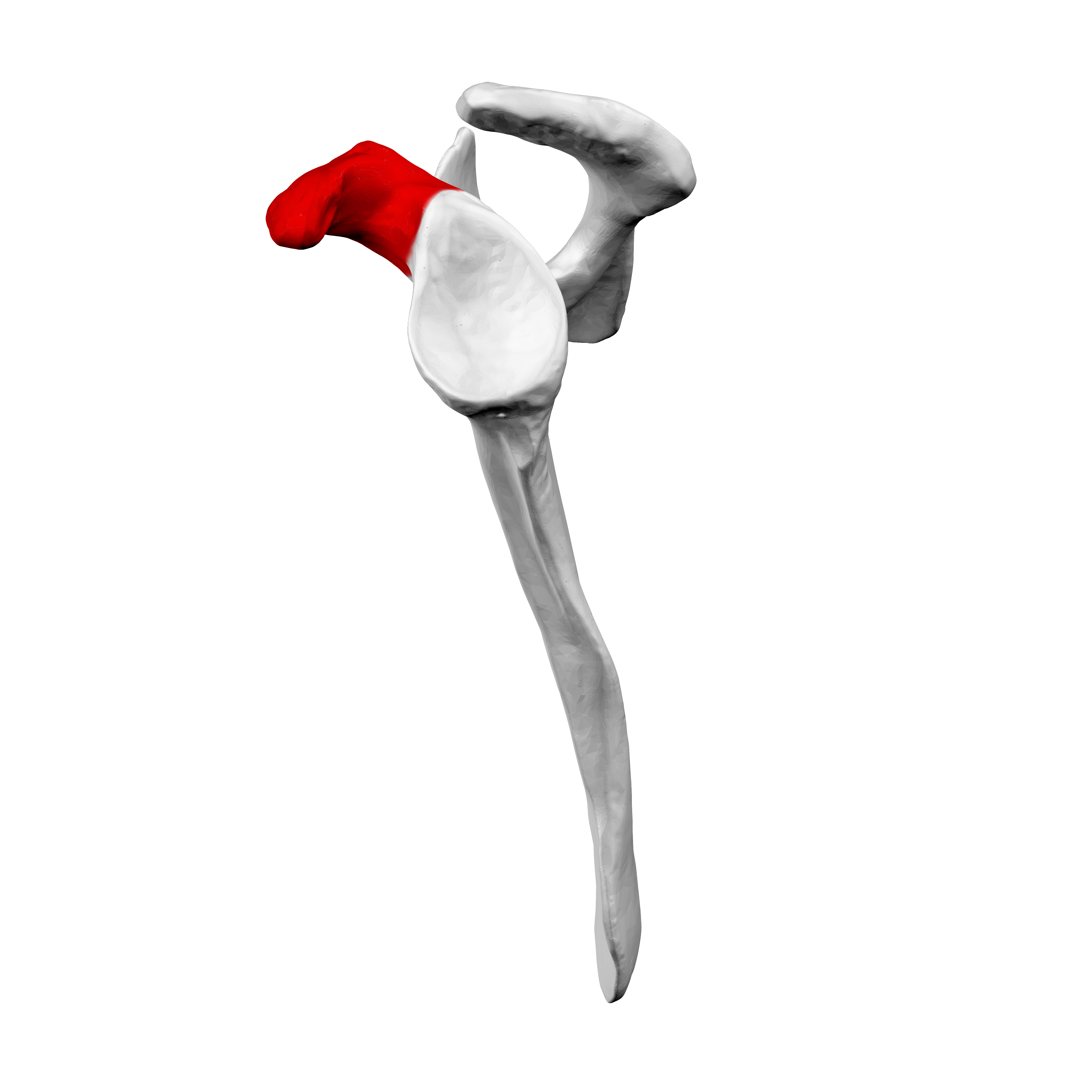
Linker schouderblad. Processus coracoideus in rood.

## Klinische relevantie
De processus coracoideus is palpabel net onder het laterale gedeelte van de clavicula (sleutelbeen). Het staat ook wel bekend als de "Surgeon's Lighthouse" omdat het een aanknopingspunt is om neurovasculaire schade te voorkomen. Grote neurovasculaire structuren gaan de bovenste extremiteiten binnen in het middel van het processus coracoideus, dus chirurgische ingrepen aan de schouderregio moeten altijd lateraal van de processus coracoideus plaatsvinden.

## In andere dieren
In vogels en reptielen is de processus coracoideus een apart bot, bij de mens zit dit vast aan de scapula (het schouderblad).

## Etymologie
Coracoideus betekent "als de bek van een raaf", doelend op de vorm (het Griekse "Korax" betekent "raaf").